# Gordon R. England

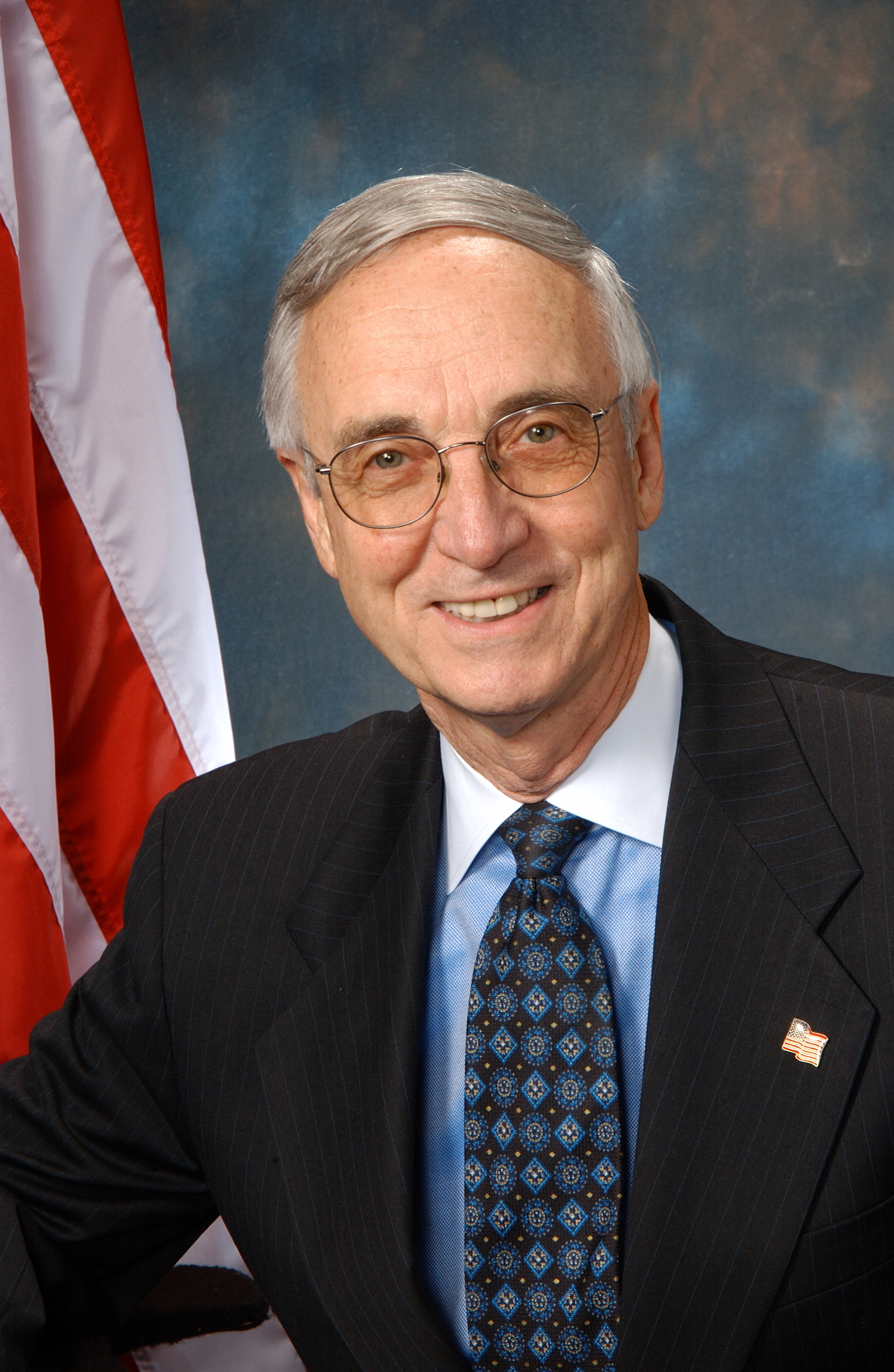
Gordon R. England

Gordon Richard England (* 15. September 1937 in Baltimore, Maryland) ist ein US-amerikanischer Geschäftsmann, Politiker und ehemaliger stellvertretender Verteidigungsminister der Vereinigten Staaten.
England studierte Elektrotechnik an der University of Maryland und Business Administration an der Texas Christian University. Er begann eine Karriere in der Rüstungsindustrie und arbeitete u. a. bei Honeywell, General Dynamics und Lockheed.
England wurde im Mai 2001 zum Marinestaatssekretär berufen. Seine Ernennung in diese Position war aufgrund seiner langen Zugehörigkeit zur Rüstungsindustrie umstritten. England wechselte im Januar 2003 ins Ministerium für Innere Sicherheit und wurde dort stellvertretender Minister. Aber schon im Oktober desselben Jahres kehrte er in sein altes Amt zurück, da sein designierter Nachfolger Colin R. McMillan Suizid begangen hatte; zwischenzeitlich hatten Susan Livingstone und anschließend Hansford T. Johnson die Behörde kommissarisch geleitet.
Nach dem Wechsel von Paul Wolfowitz zur Weltbank wurde England im Mai 2005 zusätzlich zum stellvertretenden Verteidigungsminister nominiert und im Januar während der Ferienzeit des Senats von George W. Bush auf den Posten gesetzt. Im Januar 2006 gab er den Posten als Secretary of the Navy an Donald C. Winter ab. Er übte das Amt des Deputy Secretary of Defense auch nach dem Ende von Bushs Amtszeit noch für einige Wochen aus, bis er am 11. Februar 2009 von William J. Lynn abgelöst wurde.